# Guerra de los Ducados
La guerra de los Ducados o segunda guerra de Schleswig fue un conflicto militar que enfrentó al Imperio austríaco y Prusia contra Dinamarca en 1864. Este último país salió derrotado, por lo que debió ceder Schleswig-Holstein que fue anexionado por las otras dos potencias. La guerra terminó el 30 de octubre de 1864, cuando el Tratado de Viena formalizó la cesión de Dinamarca de los ducados de Schleswig, Holstein y Sajonia-Lauenburgo a Prusia y Austria.

## Antecedentes
Los precedentes de la guerra de los Ducados los encontramos en 1863, cuando la Confederación Germánica protestó ante el intento del monarca danés, Cristián IX, de incorporar a Dinamarca el ducado de Schleswig, que se encontraba bajo el control oficial de los alemanes. El Protocolo de Londres de 1852 había dispuesto que Schleswig quedara unido al ducado de Holstein, que era miembro de la Confederación Germánica. El canciller de Prusia, Otto von Bismarck, convenció a Francisco José I de la Casa de Austria para defender juntos el Protocolo de Londres. El 16 de enero de 1864 se firmó el acuerdo entre ellos. Bismarck lanzó un ultimátum a Dinamarca en el que exigía que la Constitución de noviembre debía ser abolida en 48 horas, lo cual fue rechazado por el gobierno danés. 
Las fuerzas austriacas y prusianas cruzaron el  río Eider, frontera entre Schleswig (al norte) y Holstein (al sur), el 1 de febrero de 1864, y la guerra fue inevitable.

## Desarrollo
Las fuerzas austriacas y prusianas invadieron la península de Jutlandia y se inició así la guerra de los Ducados. En diciembre de 1863 las tropas confederadas entraron en Holstein, que fue ocupado casi sin resistencia. El gobierno danés abandonó Holstein y envió al ejército danés a la frontera entre Schleswig y Holstein. La mayor parte de las unidades se fortificaron detrás del Danevirke. No fue hasta febrero del año siguiente cuando el mariscal Helmuth von Moltke pudo demostrar la eficacia de su planteamiento en la conquista del ducado de Schleswig, que se llevó a cabo en cuatro días. Los planes de Moltke habían sido desoídos por los comandantes operativos, y solo al concedérsele el mando supremo pudo organizar una campaña relámpago de inmediata eficacia. En el mes de agosto de 1864, Dinamarca resultó derrotada por el ejército de Moltke y se vio obligada a entregar a Austria y Prusia los territorios en disputa.

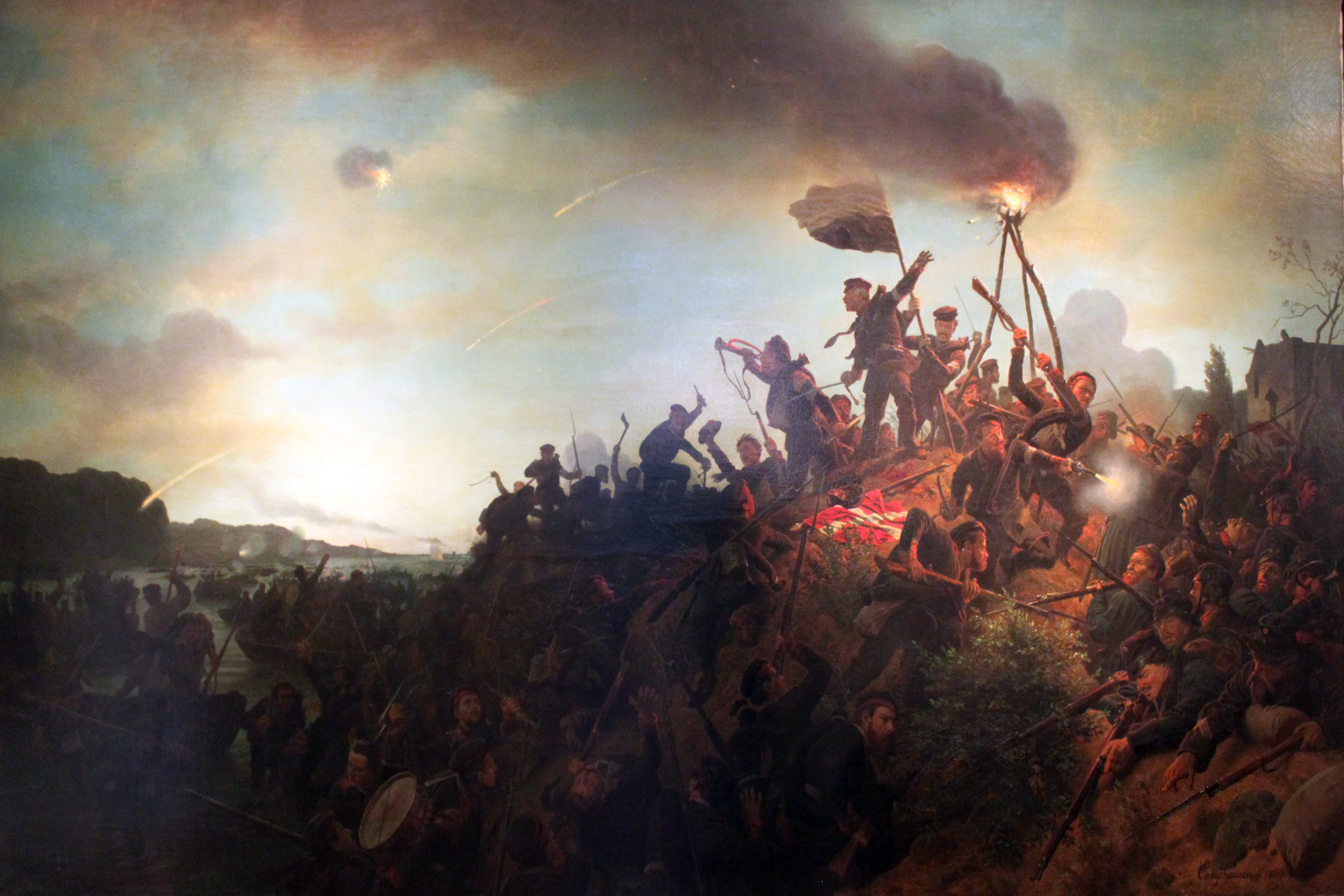
La toma de la isla de Als por Prusia, Wilhelm Camphausen, 1866.

De acuerdo con lo establecido en la convención de Gastein que puso fin a esta, el ducado de Holstein quedó bajo dominio de Austria, y los de Schleswig y Lauenburgo bajo el de Prusia, pero ninguno de los dos países quedó satisfecho con el acuerdo.

### En el mar

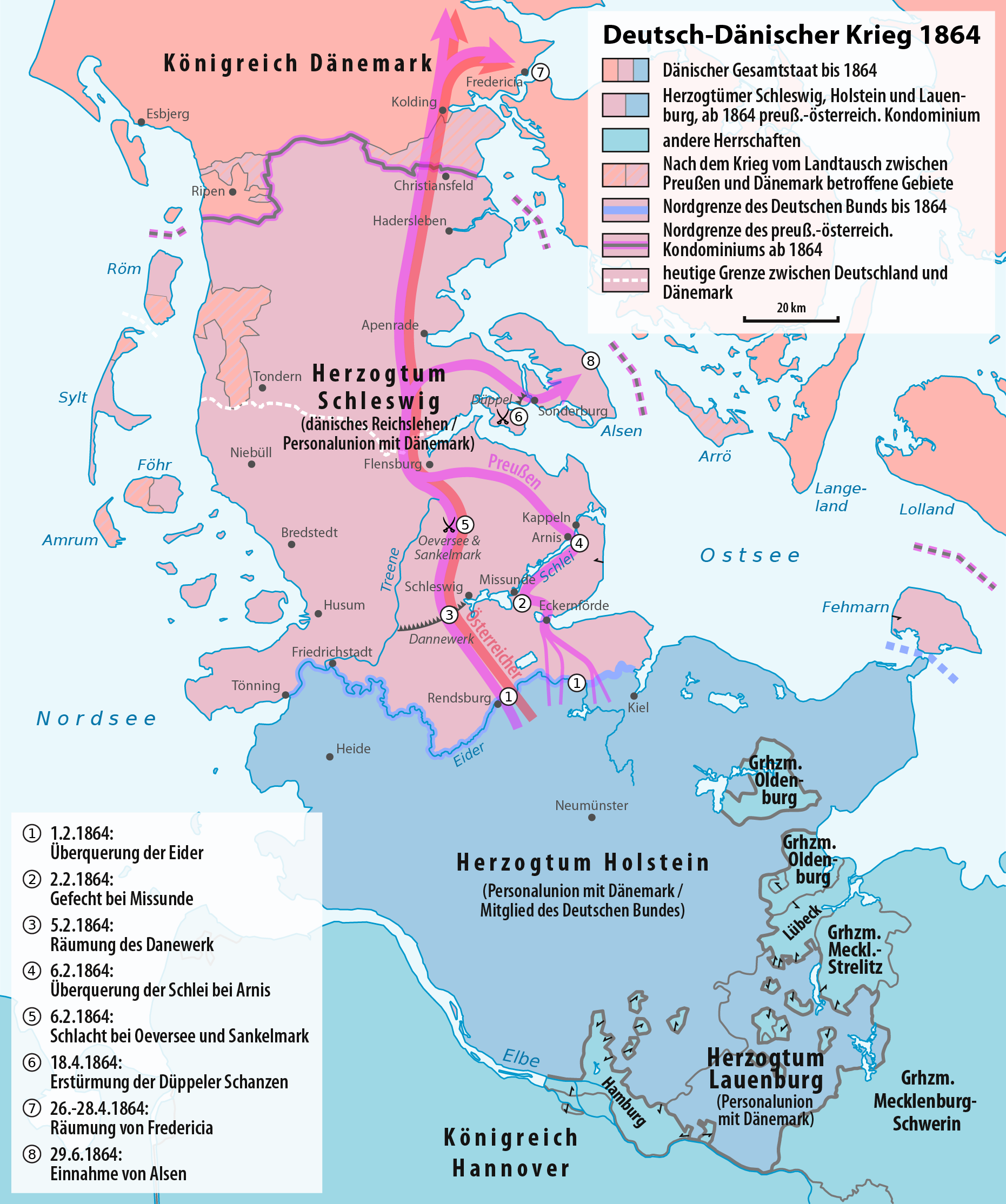
Las campañas militares.

Al igual que en la primera guerra de Schleswig, la tarea de la Marina danesa era evitar el desembarco en las islas y bloquear la flota alemana del Mar Báltico —y los puertos del Mar del Norte—. La flota prusiana estaba todavía en su infancia. Los buques daneses podían moverse sin obstáculos frente a las ciudades costeras alemanas y apoderarse de buques mercantes alemanes. Un intento de Prusia para desalojar a la flota de las aguas alrededor de Rügen fue rechazado (la batalla de Rügen). La flota austríaca con sede en Trieste envió dos fragatas al Mar del Norte para levantar el bloqueo de Hamburgo. La escuadra danesa logró una victoria táctica sobre los austriacos, que fueron reforzados con tres cañoneras prusianas, el 9 de mayo de 1864 en la isla de Heligoland. Estas batallas navales, sin embargo, no afectaron el resultado de la guerra.

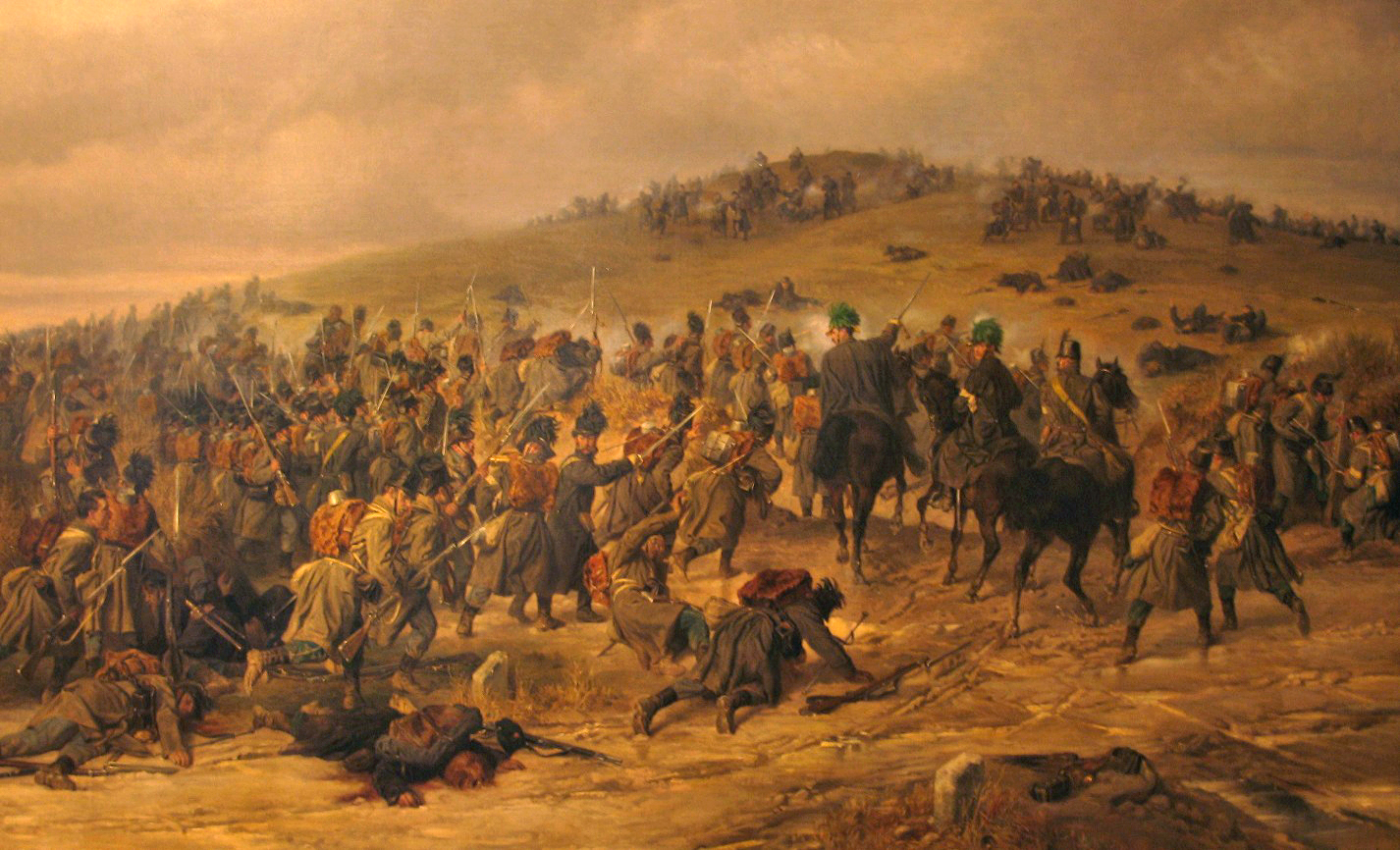
Ilustración de la batalla de Königshügel.

## Consecuencias
En el primer choque de las armas, desde la reorganización de las fuerzas prusianas, su eficacia resultó clara. Algo que los austriacos ignoraron y les costó 18 meses después la derrota en la guerra austro-prusiana y que contribuyó a una percepción en los Estados alemanes de que Prusia era el único Estado que podría defender a los otros Estados alemanes contra las agresiones exteriores. Prusia y Austria se hicieron cargo de la administración respectiva de Schleswig y Holstein bajo la Convención de Gastein del 14 de agosto de 1865. Cerca de 200 000 daneses cayeron bajo dominio alemán.
Después de la pérdida, Cristián IX fue a espaldas del gobierno danés para contactar a los prusianos, ofreciendo que el conjunto de Dinamarca podría unirse a la Confederación alemana, si Dinamarca permanecía unida a Schleswig y Holstein. Esta propuesta fue rechazada por Bismarck, que temía que la lucha étnica en Schleswig entre daneses y alemanes sería luego algo que quedase sin resolver.
La Paz de Praga en 1866 confirmó la cesión por Dinamarca de los dos ducados, pero prometió un plebiscito para decidir si el norte de Schleswig deseaba regresar al gobierno danés. Esta disposición se estableció unilateralmente por una resolución de Prusia y Austria en 1878.
La derrota dejó profundas huellas en la identidad nacional danesa. Tras ella, Dinamarca adoptó una política de neutralidad que mantuvo durante la Primera Guerra Mundial.
El canciller Bismarck entorpeció deliberadamente la gestión de la administración austriaca de Holstein y envió tropas a ese ducado cuando Austria protestó ante el Parlamento de Fráncfort. La situación desencadenó la guerra de las Siete Semanas entre las dos potencias germanas.
En la actualidad, el territorio disputado en la guerra de los Ducados es el estado federado alemán de Schleswig-Holstein.